# Javier Aquino
Javier Ignacio Aquino Carmona (ur. 11 lutego 1990 w Oaxace) – meksykański piłkarz występujący na pozycji bocznego obrońcy,  bocznego pomocnika lub skrzydłowego, reprezentant Meksyku, od 2015 roku zawodnik Tigres UANL.

## Kariera klubowa
Aquino jest wychowankiem klubu Cruz Azul ze stołecznego miasta Meksyk, w którego akademii juniorskiej rozpoczął treningi jako piętnastolatek. Do pierwszego zespołu został włączony w wieku dwudziestu lat przez szkoleniowca Enrique Mezę, po kilku sezonach udanych występów w trzecioligowych i drugoligowych rezerwach klubu – odpowiednio Cruz Azul Jasso i Cruz Azul Hidalgo. W meksykańskiej Primera División zadebiutował 23 lipca 2010 w wygranym 3:0 spotkaniu z Estudiantes Tecos, zaś premierowego gola strzelił 24 października tego samego roku w zremisowanej 1:1 konfrontacji z Morelią. Od razu został jednym z ważniejszych zawodników drużyny, jednak na ligowych boiskach pojawiał się głównie w roli rezerwowego. Pewne miejsce w wyjściowej jedenastce wywalczył sobie dopiero po dwóch latach, po przyjściu do zespołu trenera Guillermo Vázqueza. Ogółem barwy Cruz Azul reprezentował przez niecałe trzy lata, jednak bez większych sukcesów.
W styczniu 2013 Aquino został piłkarzem hiszpańskiego drugoligowca Villarreal CF, z którym związał się trzyipółletnią umową. Tam szybko został jednym z podstawowych graczy ekipy prowadzonej przez Marcelino i już na koniec rozgrywek 2012/2013 awansował z nim do najwyższej klasy rozgrywkowej. W tamtejszej Primera División zadebiutował 19 sierpnia 2013 w wygranym 3:2 meczu z Almeríą, zaś jedyną bramkę strzelił dwanaście dni później, w wygranym 3:0 pojedynku z Osasuną. Jako zawodnik Villarrealu występował przez kolejny rok, regularnie pojawiając się na boisku, jednak często po wejściu z ławki rezerwowych, zajmując wysokie, szóste miejsce w lidze (dające awans do Ligi Europy UEFA). W sierpniu 2014 udał się na wypożyczenie do niżej notowanego Rayo Vallecano ze stołecznego Madrytu, gdzie spędził rok, pełniąc głównie rolę rezerwowego i uplasował się na jedenastym miejscu w tabeli.
Latem 2015 Aquino powrócił do ojczyzny, za sumę 5,5 miliona dolarów przechodząc do klubu Tigres UANL z miasta Monterrey. Z miejsca wywalczył sobie niepodważalną pozycję w formacji ofensywnej, współtworząc ją z graczami takimi jak André-Pierre Gignac, Rafael Sóbis czy Jürgen Damm. Jeszcze w tym samym roku dotarł do finału najbardziej prestiżowych rozgrywek południowoamerykańskiego kontynentu – Copa Libertadores, natomiast w jesiennym sezonie Apertura 2015 wywalczył z Tigres swoje pierwsze mistrzostwo Meksyku. W 2016 roku doszedł natomiast do finału Ligi Mistrzów CONCACAF.
| Sezon     | Klub              | Kraj      | Rozgrywki        | Mecze | Bramki |
| --------- | ----------------- | --------- | ---------------- | ----- | ------ |
| 2007/2008 | Cruz Azul Jasso   | Meksyk    | Segunda División | 20    | 2      |
| 2008/2009 | Cruz Azul Hidalgo | Meksyk    | Ascenso MX       | 20    | 3      |
| 2009/2010 | Cruz Azul Hidalgo | Meksyk    | Ascenso MX       | 31    | 1      |
| 2010/2011 | Cruz Azul         | Meksyk    | Liga MX          | 29    | 1      |
| 2011/2012 | Cruz Azul         | Meksyk    | Liga MX          | 31    | 2      |
| 2012/2013 | Cruz Azul         | Meksyk    | Liga MX          | 18    | 4      |
| 2012/2013 | Villarreal CF     | Hiszpania | Segunda División | 12    | 0      |
| 2013/2014 | Villarreal CF     | Hiszpania | Primera División | 32    | 1      |
| 2014/2015 | Rayo Vallecano    | Hiszpania | Primera División | 24    | 0      |
| 2015/2016 | Tigres UANL       | Meksyk    | Liga MX          |       |        |

## Kariera reprezentacyjna
W 2011 roku Aquino został powołany przez Luisa Fernando Tenę do olimpijskiej reprezentacji Meksyku U-23 na Igrzyska Panamerykańskie w Guadalajarze. Tam pełnił rolę kluczowego zawodnika formacji ofensywnej, rozgrywając wszystkie pięć spotkań w wyjściowym składzie, zaś Meksykanie, pełniący wówczas rolę gospodarzy, zdobyli złoty medal na męskim turnieju piłkarskim po pokonaniu w finale Argentyny (1:0). W marcu 2012 znalazł się w składzie na północnoamerykański turniej kwalifikacyjny do Igrzysk Olimpijskich w Londynie, gdzie również rozegrał wszystkie pięć meczów (z czego cztery w pierwszej jedenastce), a jego kadra triumfowała w rozgrywkach, pokonując w finale po dogrywce Honduras (2:1). Dwa miesiące później wziął udział w prestiżowym towarzyskim Turnieju w Tulonie, podczas którego wystąpił we wszystkich pięciu spotkaniach w wyjściowej jedenastce, wygrywając wraz z kadrą tę imprezę po finałowym zwycięstwie nad Turcją (3:0). W tym samym roku został powołany przez Tenę na Igrzyska Olimpijskie w Londynie. Tam miał niepodważalną pozycję w pierwszym składzie i zanotował wszystkie sześć możliwych występów od pierwszej minuty, zdobywając gola w ćwierćfinale męskiego turnieju piłkarskiego z Senegalem (4:2). Meksykańscy piłkarze zdobyli wówczas jedyny na olimpiadzie złoty medal dla swojego kraju, pokonując w finale faworyzowaną Brazylię (2:1).
W 2011 roku Aquino znalazł się w ogłoszonym przez Luisa Fernando Tenę składzie rezerwowej reprezentacji Meksyku na rozgrywany w Argentynie turniej Copa América. Tam, 4 lipca 2011 w przegranym 1:2 spotkaniu fazy grupowej z Chile, zadebiutował w seniorskiej kadrze, a ogółem podczas tych rozgrywek wystąpił we wszystkich trzech meczach (w dwóch w wyjściowym składzie). Jego drużyna odpadła natomiast z imprezy już w fazie grupowej z bilansem trzech porażek. Dwa lata później został powołany przez selekcjonera José Manuela de la Torre na Puchar Konfederacji, gdzie rozegrał dwa z trzech spotkań (z czego jedno w pierwszej jedenastce), a Meksykanie zakończyli swój udział w turnieju w fazie grupowej. Jednym z podstawowych zawodników swojej drużyny narodowej był również podczas udanych ostatecznie dla jego kadry eliminacji do Mistrzostw Świata 2014, podczas których wystąpił w jedenastu z szesnastu możliwych meczów za kadencji De la Torre oraz Víctora Manuela Vuceticha.
W 2014 roku Aquino został awaryjnie powołany przez selekcjonera Miguela Herrerę na Mistrzostwa Świata w Brazylii, zastępując kontuzjowanego tuż przed turniejem Luisa Montesa. Podczas światowego czempionatu pełnił jednak wyłącznie rolę rezerwowego gracza linii pomocy i zanotował tylko jeden występ – po wejściu z ławki w 1/8 finału z Holandią (1:2), po którym Meksykanie odpadli wówczas z mundialu. Rok później wziął udział w kolejnych, tym razem rozgrywanych w Chile rozgrywkach Copa América – wówczas kadra Meksyku ponownie wystąpiła w rezerwowym składzie. Tam rozegrał wszystkie trzy spotkania, jednak każde z nich jako rezerwowy, a jego drużyna zakończyła swój udział w turnieju w fazie grupowej z bilansem dwóch remisów i porażki.